# Donemiliaga / San Millán
Donemiliaga / San Millán (baskiska: Donemiliaga) är en kommun i Spanien. Den ligger i Álavaprovinsen i södra delen av den autonoma regionen Baskien i norra delen av landet, 290 km norr om huvudstaden Madrid. Antalet invånare är 720 (2024).  Arean är 85,39 kvadratkilometer. Donemiliaga / San Millán gränsar till Dulantzi / Alegría.